# Frick Collection

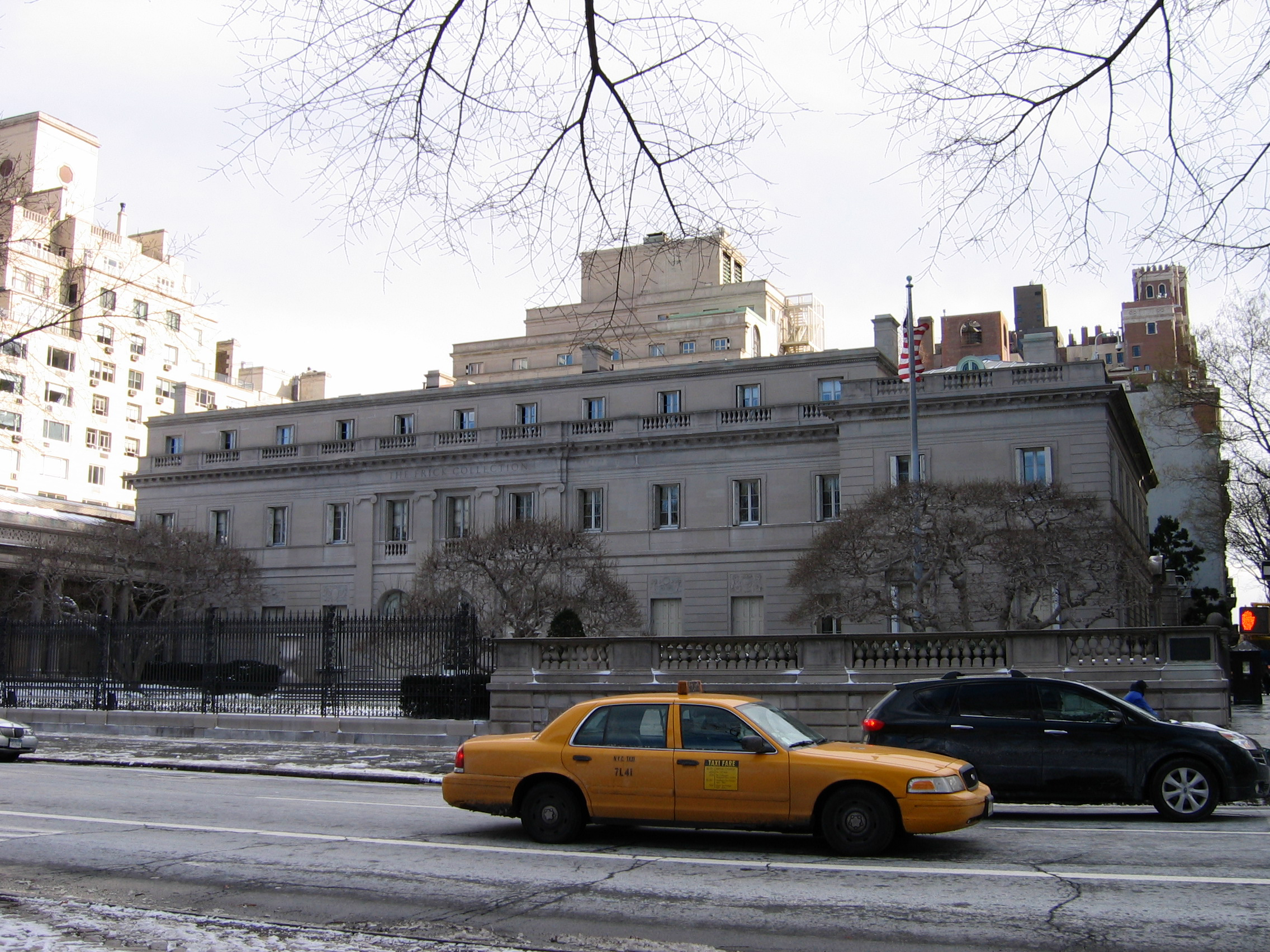
Frick collection, januari 2006.

Frick Collection är ett konstmuseum beläget på Manhattan i New York, grundat år 1913. Samlingen hyser verk av bland andra Fragonard, Vermeer, El Greco, Rembrandt, Tizian och Ingres.